# نورمن کلیولند
نورمن کلیولند (انگلیسی: Norman Cleaveland; ۴ آوریل ۱۹۰۱ – ۸ ژوئن ۱۹۹۷) بازیکن راگبی ۱۵ نفره اهل ایالات متحده آمریکا بود.